# Palacio Zaguri
El palacio Zaguri, también llamado palacio Pasqualini, es un edificio histórico italiano del siglo XIV, situado en el campo San Maurizio, sestiere de San Marco en Venecia. El edificio cierra el campo al este, dando el nombre al puente adyacente que conecta el área de San Maurizio con la zona de Santa María del Giglio.

## Historia
El palacio se levantó entre el siglo XIV-siglo XVI por voluntad de la familia noble Pasqualini, originaria de Milán, que acumuló riqueza con el comercio de la seda. El acontecer de la fundación del palacio, además de haber sido narrado por las crónicas de la época, queda atestiguado también por el escudo heráldico de los Pasqualini todavía visible sobre la fachada, que contiene la letra «P» con tres barras superiores. Otro símbolo de la nobleza de la familia aparece en el brocal del pozo que se encuentra en el patio central del edificio.

### Familia Pascualini
Los Pasqualini, interesados por el arte, encargaron numerosas esculturas y pinturas a artistas renombrados de la Venecia de la época. A lo largo de décadas formaron una importante colección de arte, alojada en las salas del palacio. Entre las obras de la colección Pasqualini, algunos cuadros obra de Gentile da Fabriano, algunas del taller de Tiziano, y un par de retratos, pintados ambos en 1475 de Antonello da Messina durante su estancia veneciana: el retrato del rico joyero veneciano Michele Vianello, y aquel otro del miembro de la familia, Alvise Pasqualini, al parecer desaparecido según el célebre estudioso de arte del siglo XVI Marcantonio Michiel.
En el palacio Pasqualini se hospedó desde 1496 y a lo largo periodo el príncipe montenegrino Giorgio Cernovich y su consorte (hija del consejero ducal veneciano Antonio Erizzo),, durante el dominio veneciano alrededor de la bahía de Kotor que llegaba hasta la costa del norte de Albania y que perteneció a la Dalmacia veneciana. A causa de un complot urdido por su hermano, que permitió que las tierras en el norte del Albania del príncipe fueran invadidas por los turcos, el príncipe se refugió en Venecia, donde se estableció y le fue concedido el acceso a la nobleza veneciana.

### Familia Ziguri
Los Pasqualini mantuvieron la propiedad del palacio hasta 1521, cuando Antonio Pasqualini lo vendió por 5400 ducados a Alvise Priuli, pasando así la propiedad a una rama de los Priuli. En 1565 Giacomo Priuli, nieto de Alvise, vendió una parte del palacio al célebre jurista Vincenzo Peregrinos, cuya hermana, Marina, se había casado en primeras nupcias con Girolamo Zaguri. A su muerte, por disposición testamentaria pasó la propiedad a su familia, los Zaguri. La otra parte del edificio siguió siendo propiedad de los Priuli durante un par de siglos más, hasta 1740, que pasó definitivamente a los Zaguri, pudiendo estos disfrutar del palacio entero.
La familia Zaguri, a la cual se debe el nombre actual del palacio, era originaria de Kotor, donde era conocida con el apellido Saraceni. Los Zaguri se trasladaron a Venezia a finales del siglo XV. En 1504, obtuvieron la ciudadanía veneciana, y en el 1646 el patriciado. A principios del siglo XIX, Pietro Antonio Zaguri hizo reconstruir la iglesia de San Maurizio, cercana al palacio. La familia Zaguri se extinguió en 1810, con la muerte del último descendiente de la línea varonil, el literato Pietro II Marco Zaguri. El palacio pasó a ser de la propiedad de los Braganze, y en el siglo XX pasó a ser propiedad del Ayuntamiento de Venecia, que en 2006 lo puso en venta mediante subasta. Hoy, el palacio es nuevamente de propiedad privada, y funciona como sala de exposiciones. Recientes trabajos permitieron encontrar íntegro parte de un pozo, presente en algunos mapas del siglo XVI.

## Descripción
El edificio destaca por su imponente par de fachadas, casi igual de importantes y ambas en estilo estilo gótico. Una mira al campo de San Maurizio y la otra está sobre la «fondamenta Corner Zaguri».
- Fachada delantera: sobre el campo de San Maurizio, con dos políforas de las cuales la más interesante es la de la planta inferior, con cinco vanos junto a otras monóforas laterales. Se encuentra enfrente a los palacios Molin y Bellavite. En el extremo de la derecha hay un portal con arcos.
- Fachada trasera: sobre la «fondamenta Corner Zaguri». Presenta los restos de una «cavana» o cobertizo para embarcaciones, que evidencia la posterioridad del pasaje peatonal, originalmente parte del pequeño canal,[8] y dos poliforas entre las que destaca la imponente cuadrífora de la primera planta noble, asociada a dos monóforas a cada lado que la hacen parecer una polífora con arco conopial. Encuadrada con un friso de taqueado jaqués, está dividida por tres columnas con capitel con rosetas y por dos pilares laterales.